# Ренс (Джорджія)
Ренс (англ. Wrens) — місто (англ. city) в США, в окрузі Джефферсон штату Джорджія. Населення — 2217 осіб (2020).

## Географія
Ренс розташований за координатами 33°12′27″ пн. ш. 82°23′15″ зх. д. / 33.20750° пн. ш. 82.38750° зх. д. (33.207434, -82.387583).  За даними Бюро перепису населення США в 2010 році місто мало площу 8,13 км², з яких 8,12 км² — суходіл та 0,02 км² — водойми.

## Демографія
Згідно з переписом 2010 року, у місті мешкало 2187 осіб у 860 домогосподарствах у складі 614 родин. Густота населення становила 269 осіб/км².  Було 986 помешкань (121/км²).
Расовий склад населення:
| - 64,7 % — чорних або афроамериканців - 32,0 % — білих - 0,5 % — азіатів - 1,6 % — осіб інших рас |

До двох чи більше рас належало 1,1 %. Частка іспаномовних становила 2,5 % від усіх жителів.
За віковим діапазоном населення розподілялося таким чином: 26,5 % — особи молодші 18 років, 57,4 % — особи у віці 18—64 років, 16,1 % — особи у віці 65 років та старші. Медіана віку мешканця становила 38,1 року. На 100 осіб жіночої статі у місті припадало 85,5 чоловіків;  на 100 жінок у віці від 18 років та старших — 76,3 чоловіків також старших 18 років.
Середній дохід на одне домашнє господарство  становив 37 579 доларів США (медіана — 27 120), а середній дохід на одну сім'ю — 46 479 доларів (медіана — 33 878). За межею бідності перебувало 37,3 % осіб, у тому числі 66,7 % дітей у віці до 18 років та 9,4 % осіб у віці 65 років та старших.
Цивільне працевлаштоване населення становило 762 особи. Основні галузі зайнятості: освіта, охорона здоров'я та соціальна допомога — 42,7 %, виробництво — 15,2 %, роздрібна торгівля — 7,0 %, транспорт — 6,7 %.